# Сарма-Соколовський Микола Олександрович
Са́рма-Соколо́вський Мико́ла Олекса́ндрович (* 19 травня 1910, с. Хороше (Петропавлівський район) Павлоградського повіту Катеринославської губернії (тепер Петропавлівський район, Дніпропетровська область) — пом. 9 серпня 2001, Новомосковськ, Дніпропетровська область) — бандурист, поет, художник, священик.

## Біографія
Народився в родині священика 19 травня 1910 року. Батько помер 1933 року за загадкових обставин.
Навчався в Миргородській художньо-керамічній школі імені Миколи Гоголя де його вчителем був Фотій Красицький, внучатий небіж Тараса Шевченка.
В Миргороді перейняв гру на бандурі від бандуриста Івана Яроша, з яким концертував.
В 1929 р. арештований Дніпропетровським ГПУ.
На початку 1930 р. засуджений на 5 років заслання на Соловки за причетність до СУМу. М. Соколовський докладно описав своє перебування в острівному таборі, жорстокі табірні порядки і кривди, працю на лісоповалі в Карелії (УСЛОН, УСЛаг, БЕТБАТЛаг), навів кілька розповідей засуджених щодо інших таборів. Ось рядки про ката на прізвище Часних: «За його вказівкою людей роздягали догола і розпинали на березах, аби їх їли лісові комарі. Видовище це було жахливим. Лише найсильніші після такої екзекуції лишалися живими». Здійснив втечу з-під варти й під вигаданим прізвищем навчався у Київському художньому інституті.
Під час евакуації ешелон на якому знаходився Соколовський був розбомблений й Микола був вимушений повернутися до Полтави. У Полтаві він був пов'язаний з місцевим оунівським підпіллям, яке очолював міський голова Федір Борківський.
У 1942 р. навчався на Пастирських курсах Української Автокефальної Православної Церкви, єпископом Мстиславом Любачівським рукоположений в диякони, а єпископом Сильвестром — у священики. Отримав прихід у буковинському селі.
Наприкінці 1944 р. знову арештований кагебістами, але втік при перевезенні в'язнів.
Приєднався до Івано-Франківського підпілля ОУН і активно діяв у ньому понад два роки.
У травні 1948 р. потрапив у засідку кагебістів, трибунал засудив його до страти. Сидів у камері смертників 15 діб. Далі розстріл замінили на 25 років ув'язнення.
На каторзі сам виготовив собі бандуру (а згодом ще кілька), грою та співом розважав друзів-каторжан. Згодом навчив їх гру на бандурі, спершу таємно, а потім (після смерті Сталіна) уже дещо вільніше. Спільно політв'язні виготовили ще кілька бандур і створили ансамбль бандуристів ГУЛАГу м. Інти. В цьому ансамблі серед інших грав Степан Мацура, а керував ним згодом бандурист Олег Гасюк.
На засланні була також створена капела бандуристів каторжан, заснована братами Богданом і Романом Жеплинськими та хормейстром Надією Цюцюрою в селищі Торба Зирянського району Томської області. В цій капелі грала-співала, розважаючи друзів по нещастю, Наталія Сінгалевич (1911–1998), яка на каторжних роботах Сибіру відбула 16 років покари, тільки за те, що була дружиною відомого бандуриста Галичини Юрія Сінгалевича.
Сприяв створенню Товариства української мови імені Т. Г. Шевченка, первинних організацій Української республіканської партії, Народного руху України.
Останні роки життя був священником УАПЦ у Новомосковську.

## Вшанування пам'яті
У місті Дніпро вулицю Прохорова перейменували на вулицю Сарми-Соколовського.

## Книги
- Срібне перо соколиного лету: Поезії. — К.-Херсон: Просвіта, 2009. — 110 с. — ISBN 978-966-2133-24-0